# WALL-E (personaje)
WALL·E (abreviatura de Waste Allocation Load Lifter: Earth-Class ) es el personaje principal de la película animada de Disney/Pixar de 2008 del mismo nombre. Él es expresado principalmente por Ben Burtt.
WALL·E fue creado por el director Andrew Stanton y el escritor Jim Reardon. En la película, es un robot solitario en una Tierra futura, inhabitable y desierta en 2805, abandonada para limpiar la basura. Es visitado por una sonda enviada por la nave estelar Axiom, un robot llamado EVA, de quien se enamora y persigue por toda la galaxia.

## Desarrollo
El director, Andrew Stanton, hizo WALL·E porque la idea era inmediatamente comprensible y porque era un trabajo servil de bajo nivel que lo simpatizó. A Stanton también le gustó la imagen de cubos de basura apilados.
Antes de centrar su atención en otros proyectos, Stanton y John Lasseter pensaron en hacer que WALL·E se enamorara, ya que era la progresión necesaria para alejarse de la soledad.
WALL·E no se desarrolló durante la década de 1990 en parte porque Stanton y Pixar aún no tenían la confianza suficiente para tener un largometraje con un personaje principal que se comportara como Luxo Jr., la lámpara de Pixar o R2-D2 de Star Wars. Stanton explicó que hay dos tipos de robots en el cine: "humanos con piel de metal", como el Hombre de hojalata, o "máquinas con funciones" como Luxo y R2. Encontró la última idea "poderosa" porque permitía a la audiencia proyectar personalidades en los personajes, como lo hacen con los bebés y las mascotas: "Estás obligado... casi no puedes evitar terminar la oración 'Oh, ¡Creo que le gusto! ¡Creo que tiene hambre! ¡Creo que quiere ir a dar un paseo!'"  Agregó: "Queríamos que la audiencia creyera que estaban presenciando una máquina que ha cobrado vida". Los animadores visitaron las estaciones de reciclaje para estudiar la maquinaria y también conocieron a los diseñadores de robots, visitaron el Laboratorio de Propulsión a Chorro de la NASA para estudiar los robots, vieron una grabación de un vehículo explorador de Marte, y tomaron prestado un robot detector de bombas del Departamento de Policía de San Francisco . Se prefirió la simplicidad en sus actuaciones, ya que darles demasiados movimientos los haría sentir humanos.
Stanton quería que WALL·E fuera una caja y EVE como un huevo. Los ojos de WALL·E se inspiraron en un par de binoculares que le dieron a Stanton cuando vio a los Atléticos de Oakland jugar contra los Medias Rojas de Boston . Se "perdió toda la entrada" porque estaba distraído por ellos. El director recordó a Buster Keaton y decidió que el robot no necesitaría ni nariz ni boca. Stanton agregó una lente de zoom para hacer que WALL-E sea más comprensivo. Ralph Eggleston notó que esta característica les dio a los animadores más con qué trabajar y le dio al robot una calidad infantil.
El diseñador de sonido, Ben Burtt, vio un generador eléctrico de manivela mientras miraba Island in the Sky, y compró un dispositivo idéntico, desempaquetado, de 1950 en eBay para usarlo para que WALL·E se moviera. Burtt también usó el arranque automático de un automóvil para cuando WALL·E va rápido, y el sonido de los autos destrozados en un derby de demolición proporcionó la basura comprimida de WALL-E en su cuerpo. El timbre de la computadora Macintosh se usó para indicar cuando WALL-E ha recargado completamente su batería.

## Apariciones

### WALL·E
En el año 2110, el aumento de los niveles de toxicidad hace que la vida en la Tierra sea insostenible. Después de que todos los humanos abandonan la Tierra a bordo de naves espaciales gigantes, millones de robots WALL-E y una cantidad menor de incineradores móviles quedan atrás para limpiar el sucio planeta. Pero después de 700 años, los incineradores y todos menos un robot WALL-E han fallado. Este último WALL-E operativo (N. 62675) todavía está trabajando duro, felizmente inconsciente de la inutilidad de su situación. Durante este tiempo, se hace amigo de una cucaracha (a la que llama Hal). Aunque continúa obedeciendo su directiva de compactar la basura, a medida que desarrolla curiosidad, comienza a ahorrar cosas que lo fascinan. Se esconde de las tormentas de arena y la lluvia en su camioneta, dedicando su tiempo a ordenar su colección, cuyo orgullo es una vieja copia en VHS del musical Hello, Dolly! . Para mantenerse en marcha, se ha dedicado a rescatar partes de sus contrapartes inoperativas.
Un día después del trabajo, encuentra un misterioso punto rojo que se aleja de él. Lo sigue, sin darse cuenta de que hay varios otros detrás de él. Una vez que la cosa roja se detiene, intenta agarrarla, pero resulta ser una luz de un barco enorme que se le viene encima. Escapa por poco cavando un agujero en el suelo para esconderse. Una vez que la nave aterriza, deposita a EVE, un robot enviado de regreso a la Tierra para evaluar el suelo y buscar signos de fotosíntesis en curso, prueba de que la vida es sostenible nuevamente. WALL-E está fascinado con este nuevo robot y está emocionado de ver a alguien más además de él por primera vez en cientos de años, y pronto se enamora de ella, deseando tomar su mano como lo había visto en su película favorita. . Él intenta impresionarla muchas veces, pero debido a que EVE se dedicó a su misión, falla pero se niega a rendirse. A pesar de su encuentro hostil, EVE pronto comienza a hacerse amiga de WALL-E cuando se presentan formalmente y sus directivas, y cuando WALL-E la salva de una tormenta de arena. Él le muestra una planta que había encontrado antes, que inmediatamente toma y almacena en su cavidad antes de entrar en modo de espera. Alarmado, WALL-E intenta despertar su cuerpo inerte pero falla, por lo que durante los siguientes días protege a EVE, llevándola a "citas". Finalmente, se da por vencido con su despertar e intenta volver al trabajo, pero descubre que no puede concentrarse en su directiva; EVE es todo lo que le importa.
Cuando ve que su barco regresa para recogerla, WALL-E corre para volver con EVE. Asegurándose de que Hal se quede quieto, se aferra a su casco mientras viaja por el espacio hacia el Axiom . WALL-E se sorprende al ver las maravillas del espacio por primera vez, y también aprovecha la oportunidad de recargarse mientras está dentro del alcance del sol. Una vez en el Axioma, se encuentra con el robot limpiador MO, que intenta limpiarlo. WALL-E se involucra en una persecución del gato y el ratón, persiguiendo al carro robot que lleva a EVE al puente, sin darse cuenta de que MO está siguiendo su rastro para limpiar la suciedad que dejaron sus huellas. Al llegar al puente, WALL-E se esconde de la vista pero finalmente es descubierto por EVE y luego por el Capitán McCrea. EVE, que descubre que falta la planta, supone que WALL-E es el ladrón. Luego, ambos se envían a mantenimiento. WALL-E confunde el diagnóstico con que la está lastimando y sale para tratar de ayudarla, disparando accidentalmente la consola de energía con su bláster y liberando a otros robots que funcionan mal.
Después de una persecución por los pasillos ' Axiom evadiendo la seguridad, EVE intenta enviar a WALL-E a casa en una cápsula de escape, pero él se niega a dejarla. Se esconden cuando llega GO-4 y coloca la planta que falta en la vaina, lo que aclara las sospechas de EVE sobre la planta. WALL-E intenta recuperarlo solo para que la cápsula sea arrojada al espacio y se autodestruya. Guardando la planta en su cofre y agarrando un extintor de incendios, escapa de la cápsula justo antes de que explote. EVE está tan agradecida de que haya salvado la planta que lo besa mucho para su sorpresa, luego comparten un baile espacial antes de volver a entrar en el Axioma .
Una vez dentro, WALL-E se ofrece a ayudar a EVE, pero ella le dice que se quede cerca de la piscina mientras sube por el vertedero de basura para entregarle la planta al Capitán McCrea. pronto WALL-E se pone ansioso por esperar y trepa por el conducto, en el proceso evitando que la planta se caiga. Después de una pelea con la planta, Auto lo electrocuta y lo envía al depósito de basura, junto con EVE. Las contrapartes más grandes de WALL-E, los WALL•As, los compactan con otra basura. EVE lucha por liberarlo antes de que sean absorbidos por el vacío del espacio. Sin embargo, se evita que sean absorbidos por el vacío, gracias a MO y WALL-As que cierran la esclusa de aire. EVE, que había sido testigo de sus archivos de seguridad de WALL-E protegiéndola, cambia su directiva para cuidar de él.
WALL-E luego le muestra a EVE su placa base que está dañada sin posibilidad de reparación y le dice que sus reemplazos están al otro lado de la galaxia. Esto finalmente hace que EVE acepte cumplir con su directiva original, aunque solo sea para llevarlo a casa para que pueda ser reparado. Con la guía del Capitán, se dirigen al holodetector que, cuando se inserta con una planta, enviará el Axiom de regreso a la Tierra. Pero Auto, que sigue obedeciendo una directiva de 700 años emitida por Shelby Forthright, CEO de Buy n Large, está decidida a detenerlos inclinando el barco. WALL-E deja caer la planta cuando golpea de lado el holodetector, y Auto procede a cerrar el holodetector para siempre. WALL-E se mete debajo del holodetector para evitar que se cierre y sea aplastado mientras EVE está ocupada salvando a los humanos de ser aplastados por un tren. El Capitán finalmente releva a Auto de su deber cambiando Auto a modo Manual, lo que apaga Auto. Después de que Auto es derrotado y el Capitán endereza el Axiom, EVE corre hacia el holodetector e intenta abrirlo para liberar a WALL-E, pero sin éxito. Rápidamente llama a los otros robots y humanos para recuperar la planta. MO encuentra la planta y, con la ayuda de los humanos y los robots alineados, EVE atrapa la planta y la coloca en el holodetector, activando el dispositivo. EVE saca un WALL-E gravemente dañado cuando el Axiom inicia un hipersalto directo a la Tierra.
Tan pronto como aterrizan, EVE lleva a WALL-E de regreso a su camioneta, donde lo repara y lo recarga. WALL-E se despierta de nuevo, pero su memoria se borra y vuelve a su programación y directiva originales, ajeno a EVE, Hal y su colección. EVE intenta ayudarlo a recordar, pero cuando todos sus esfuerzos fallan, se le rompe el corazón y tristemente toma su mano como él hubiera querido y le da un "beso" de despedida. Mientras EVE se prepara para irse apenada, WALL-E aprieta su mano con más fuerza. Sus ojos luego se ajustan, y la llama por su nombre, haciéndola rebosar de alegría. Se besan y el poder del amor reinicia su memoria. WALL-E se sorprende al despertar al ver que están tomados de la mano. WALL-E y EVE ayudan a los pasajeros del Capitán y Axiom a comenzar una nueva vida en la Tierra y pasan el resto de sus vidas.

## Características deWALL•E

### Diseño
WALL-E tiene dos palas de brazos hidráulicos extensibles con dedos articulados montados sobre rieles en forma de U a los costados. Su locomoción se logra con bandas de rodadura que lucen cuatro ruedas dentadas accionadas de forma independiente para mayor estabilidad. Las huellas de sus huellas se pueden quitar soltando los pasadores de bisagra en una sola articulación. Su frente abre la cavidad de su cuerpo en la que recoge y comprime la basura. Su cabeza contiene sus sensores audiovisuales montados en un cuello largo y articulado, lo que le permite ver en cualquier dirección. Todas sus extremidades (brazos, escalones y cabeza) se retraen en su cuerpo en forma de cubo para facilitar el almacenamiento, lo que se conoce como "boxeo" en el guion de la película. Vuelve a esta forma cada vez que duerme (o se esconde). Un gancho en su espalda tenía un propósito desconocido (quizás para autoalmacenamiento a bordo del transporte). Ahora lo usa para llevar su hielera estilo BnL Igloo al trabajo, que contiene un par de herramientas manuales y una lata de lubricante en aerosol, probablemente para el automantenimiento en el lugar de trabajo, pero también la llena de basura interesante. recoge en el trabajo para poder llevárselos a casa. Su chasis está reforzado, principalmente para darle la fuerza necesaria para compactar la basura en la cavidad de su cuerpo. Como tal, puede sobrevivir a la mayoría de los peligros ambientales, incluidas caídas largas, calor extremo, el vacío del espacio y quedar atrapado en un actuador hidráulico mucho más grande que él.
Si bien está claro que WALL-E podría haberse fabricado con una tecnología más sofisticada (como los ojos LED de EVE y varios otros tipos de robots a bordo del Axiom), las elecciones de diseño hechas para WALL-E favorecen la durabilidad y, lo que es más importante, la Fácil sustitución de piezas. Esto permitió que WALL-E se mantuviera completamente funcional durante sus siete siglos de servicio.
Su coloración principal es el mismo tono de amarillo que se usa para los vehículos de construcción.

### Personalidad
Debido a que WALL•E ha estado solo durante 700 años, ha desarrollado un "fallo técnico": sensibilidad y personalidad. Se ha vuelto muy curioso y guarda todo lo interesante que encuentra. Aunque sigue obedientemente sus instrucciones, WALL•E puede distraerse y recoger la basura en lugar de compactarla. Su posesión más preciada, ¡Hola, Dolly!, le enseña a tomarse de las manos, lo que él considera la forma de decir "te amo".
Se ha vuelto muy solitario, no tiene a nadie más que a Hal como su compañía, y comienza a preguntarse si hay algo más en la vida que su directiva. Entonces, cuando conoce a EVE, rápidamente se enamora de ella. WALL•E es muy protector con EVE. Cuando se apaga después de obtener la planta, WALL•E la coloca encima de su transporte (pensando que está cargada con energía solar al igual que él) y la protege del clima esperando que se "recargue". En el centro de reparación, confunde el equipo allí con un intento de torturarla y corre en su ayuda. Cuando EVE se sintió frustrada e incómoda por sus intervenciones, rápidamente se arrepiente y sabe cuándo retirarse en situaciones peligrosas y dejar que EVE maneje el trato, pero aún insiste en seguirla y ayudarla a completar su directiva.
Cuando aprende por primera vez sobre el amor, está fascinado y quería encontrar a alguien a quien amar por sí mismo. Cuando está cerca de EVE, intenta demostrar su amor por ella de la mejor manera que puede, incluso cuando ella no correspondió a sus sentimientos al principio. Sin embargo, a medida que avanza la película, WALL-E puede comprender la importancia de cómo el amor no se trata solo de tomarse de la mano, sino de tomarse el tiempo para conocerse, confiar en las personas y aceptar quiénes son y para qué están destinados.

## Recepción
Al revisar la película, Kirk Honeycutt de The Hollywood Reporter dijo que el golpe de brillo definitivo de la película fue usar una combinación de imágenes de archivo y gráficos por computadora para desencadenar las inclinaciones románticas de WALL-E. También elogió el diseño de sonido de Ben Burtt y dijo: "Si existe un juego de manos auditivo, es este".

## Recreaciones
En 2012, Mike McMaster, un aficionado estadounidense a la robótica, comenzó a trabajar en su propio modelo de WALL-E. El producto final se construyó con más piezas móviles que el WALL-E que deambula por Disneylandia . El robot de cuatro pies de McMaster hizo una aparición en el Museo de la Familia Walt Disney y se presentó durante la semana inaugural de Tested.com un proyecto encabezado por Jamie Hyneman y Adam Savage de MythBusters . Desde la creación de WALL-E, Mike y el popular robot han hecho docenas de apariciones en varios eventos.
En el mismo año, Mike Senna completó su propia construcción de WALL-E. 